# Jörg Bressau
Jörg Bressau (* 5. Oktober 1942 in Detmold, Freistaat Lippe) ist ein evangelisch-reformierter Theologe, pensionierter Richter und Aktivist der schwulen Bürgerrechtsbewegung.

## Leben
Bressau wuchs in engen Verhältnissen im Haushalt seiner Großeltern auf, wohin die Mutter nach dem Tod seines Vaters als Offizier im Zweiten Weltkrieg zurückgekehrt war. Sein Klassenlehrer am Gymnasium Leopoldinum I in Detmold war der konservative Oberstudienrat und Beamtenfunktionär Karl Krüger. 1962 legte er die Abiturprüfung am neusprachlichen Zweig des Leopoldinum I in Detmold ab und studierte anschließend evangelische Theologie in Wuppertal, Göttingen und Bonn. Sein Interesse galt dem Alten Testament und der Praktischen Theologie. Seine Lehrer waren Martin Noth, Rudolf Bohren und Oskar Hammelsbeck. Bressau legte das erste theologische Examen bei der Lippischen Landeskirche in Detmold ab und wurde 1968 Vikar bei Pfarrer Heinrich Diestelmeier in Brake. Von der mehrheitlich evangelikal orientierten Gemeinde strikt abgelehnt, fanden seine politischen Predigten großes Interesse über seine Gemeinde hinaus. Auch sein politisches Engagement in der Jugendarbeit erregte sowohl das Missfallen des Kirchenvorstandes in Brake als auch der Kirchenleitung in Detmold, die ihn so massiv unter Druck setzte, dass er sich entschloss, nicht Pfarrer zu werden. Stattdessen studierte er Rechtswissenschaft und Polonistik an der Freien Universität Berlin, publizierte aber weiterhin auch theologische Arbeiten. Nach erfolgreichem Studienabschluss im Fach Jura wurde er Referendar beim Kammergericht und war zugleich wissenschaftlicher Assistent an der Freien Universität Berlin. Danach war er als Richter auf Probe an den Amtsgerichten Charlottenburg und Neukölln sowie am Verwaltungsgericht Berlin tätig. Anschließend wurde er zum „Richter am Amtsgericht“ bei dem Amtsgericht Schöneberg in Berlin ernannt und war dort bis zu seiner Pensionierung im Jahre 2007 vorwiegend mit Zivil- und Abschiebehaftsachen befasst. Als Arbeitsgemeinschaftsleiter für Zivilrecht bildete er eine ganze Generation von späteren Richtern, Staats- und Rechtsanwälten im Zivilverfahrensrecht aus, u. a. den späteren Richter am Verfassungsgerichtshof des Landes Berlin Ahmet Alagün.

## Wirken für die schwule Bürgerrechtsbewegung
Im August 1971 rief er zusammen mit Rosa von Praunheim, Manfred Salzgeber und anderen zur Gründung der Homosexuellen Aktion Westberlin (HAW) auf.
Noch während seiner Zeit als Richter auf Probe sammelte er einen Kreis junger, meist noch in der Ausbildung stehender Juristen und auch verwandter Berufe wie RENO-Gehilfen und Steuerberater um sich und rief mit ihnen die AG Juristen innerhalb der aha [(Allgemeine Homosexuelle Arbeitsgemeinschaft)] ins Leben. Die Teilnehmer der AG Juristen erarbeiteten unter seiner Leitung bis zum November 1979 einen Entwurf für „den die Schwulendiskriminierung betreffenden Teil eines Antidiskriminierungsgesetzes“, das auf Grund einer EG-Richtlinie auch in der Bundesrepublik zu erlassen war. Im März 1980 stellte die aha den Teil-Gesetzentwurf ihrer AG Juristen mit entsprechenden Begründungen vor. Die AG Juristen der aha ging im Frühjahr 1981 in einer bundesweiten Juristengruppe auf, die zeitweise den Namen Schwule Initiative gegen den Paragraphensumpf (SchwIPs) trug und sich später in Bundesarbeitsgemeinschaft Schwuler Juristen (BASJ) umbenannte. Im Rahmen der SchwIPs erarbeiteten die jungen Juristen auf Anregung des Verlegers Egmont Fassbinder unter Bressaus tatkräftiger Mitwirkung einen allgemeinverständlichen Rechtsratgeber für Schwule. Von ihm stammen die Darstellung des Erbrechts und die rechtlichen Hinweise zum kollektiven Auftreten von Schwulen in der Öffentlichkeit (Vereinsrecht, Demonstrationsrecht usw.). Das Buch enthält – für einen Rechtsratgeber untypisch – Graphiken des Künstlers Andreas Maydorn.
Zum Jahreswechsel wurde Bressau für das Jahr 1980 in den Vorstand der Allgemeinen Homosexuellen Arbeitsgemeinschaft (aha) gewählt. In seiner Eigenschaft als Mitglied des Vorstands der aha wurde er am 15. Oktober 1980 in der Sendung "Zur Sache – Politik in Berlin" vom SFB-Fernsehen interviewt. Als der Moderator unsicher war, ob er ihn als Homosexuellen vorstellen sollte, bezeichnete er sich selbst als schwul ("Ich bin stolz, schwul zu sein"). Unmittelbar darauf leitete die Berliner Justizverwaltung ein Disziplinarverfahren gegen ihn ein. Der beamtenrechtlich für relevant gehaltene Vorwurf lautete, er habe seine Intimsphäre in die Öffentlichkeit gezerrt. Gegen eine im Berliner Richterdisziplinarrecht nicht vorgesehene „Missbilligung“ durch den Präsidenten des Kammergerichts Dr. Dehnicke legte er Rechtsmittel ein. Der Justizsenator Gerhard Moritz Meyer (FDP) verfügte am Ende seiner Amtszeit die Einstellung des Verfahrens.
Am 18. November 1980 wurde er Gründungsmitglied und zusammen mit Peter Bugar und Stefan Reiß Mitglied im ersten Vorstand des Vereins „Homosexuelle Selbsthilfe (HS) e.V.“, dessen Zweck es ist, finanzielle Mittel zu beschaffen, die im Kampf gegen Diskriminierung und um Durchsetzung ihrer Rechte – ursprünglich nur von Lesben und Schwulen, heute für alle Menschen die auf Grund ihrer sexuellen Identität oder Orientierung benachteiligt werden.
Zusammen mit Thomas Brüggemann und anderen organisierte er das Treffen Berliner Schwulengruppen (TBS), das erstmals die Zusammenarbeit West-Berliner Schwulengruppen koordinierte. Aus ihm ging ein zunächst "Telefonberatungsstelle (TBS)" genanntes niedrigschwelliges Kontaktangebot (Switchboard) hervor, das später als Mann-O-Meter ein fester Bestandteil der Berliner Szene wurde. Desgleichen ging aus dem Treffen der Berliner Schwulengruppen (TBS) die "Siegessäule" hervor (TBS). Bressau bewirkte die Gründung des Vereins Freunde der Siegessäule, der die Zeitschrift Siegessäule herausgab und dessen Mitglied er wurde. Unter dem Druck disziplinarischer Ermittlungen der Justizverwaltung verfasste er zusammen mit Peter Hedenström das Editorial der ersten Ausgabe unter dem Pseudonym Mathias Schönfelder und wirkte unter diesem Namen, aber auch seinem eigenen vor allem am Kulturteil der Zeitschrift mit. Er übernahm zunächst auch die Kasse und damit die Verantwortung für das wirtschaftliche Überleben des neuen Presseerzeugnisses.
Von 2001 bis 2010 war er Mitglied des Vorstands des Vereins Psychosoziales Zentrum für Schwule e.V., der der Träger der Schwulenberatung Berlin gGmbH ist. Der Lebensort Vielfalt wurde in dieser Zeit geplant und gebaut.